# Trocando em Miúdos
Trocando em Miúdos é uma peça de teatro brasileira concebida pelas atrizes Dani Neri e Juliana Drummond em homenagem ao escritor, compositor e cantor Chico Buarque de Holanda.